# Schmatzhausen
Schmatzhausen ist ein Gemeindeteil der Gemeinde Hohenthann im niederbayerischen Landkreis Landshut.

## Geographie
Das Pfarrdorf Schmatzhausen liegt im Quellgebiet der Kleinen Laaber (476 m ü. NHN), die wenige Kilometer vor der Ortschaft bei Egg entspringt.

## Geschichte

### Besiedlung des Gebiets in der Frühzeit
Anfangs gab es in dieser Gegend wahrscheinlich nur wenige Siedlungen, aber Hügelgräberfunde weisen darauf hin, dass hier wohl bereits die Kelten (bis 15 v. Chr.) siedelten. Im 3. und 4. Jahrhundert übernahmen die Bajuwaren dann das Land.
Aus diesen frühen Zeiten kann man auch heute noch in manchen Feldern unmittelbar bei Schmatzhausen Keramikbruchstücke und Feuersteine finden, die durch die Bodenbearbeitung zutage treten.
80 n. Chr. siedelten die Römer in Regensburg, was ein Straßennetz voraussetzte, welches die Siedlungen im römischen Reich verband. Eine dieser "Römerstraßen" die Moosburg mit Regensburg verband ist heute noch im Müllerholz bei Osterwind zu sehen. Die Verbindungsstraße verläuft von Altdorf kommend über dem Lößhang entlang über Pfettrach nach Weihmichl. Dort führte diese über den Höhenkamm von Stollnried/Egg weiter über Osterwind, Steig und Eschenloh auf den Burgberg von Rottenburg an der Laaber, wo der Verlauf nicht zuletzt wegen Sigillata-, Keramik- und Gebäude- beziehungsweise Siedlungsfunden als gesichert gilt. Des Weiteren konnte diese bei Münster festgestellt werden. Das noch erkennbare Straßenstück ist etwa 80 Meter lang, die seitlichen Gräben sind noch gut erkennbar.
Schmatzhausen wurde dann vermutlich, genau wie Haimhausen oder Sachsenhausen, Anfang oder Mitte des 7. Jahrhunderts (620 – 650) von den Bajuwaren gegründet. Reihengräberfunde der Merowinger, die 1850 am Goldbrunner Haus gemacht wurden, weisen darauf hin. Bedauerlicherweise sind die Fundstücke (etwa 60 Skelette und ein Eisenschwert) verschollen. Auch anhand des Ortsnamens lässt sich auf etwa diese Gründungszeit schließen. Nur wenige Orte, die auf -ing enden, wurden angeblich etwas früher gegründet (Roning, Mießling).
Im Bodendenkmälerbuch des ehemaligen Landkreis Rottenburg an der Laaber ist unter Nr. 33 eine Wallanlage bei Grünberg aufgeführt, eine Einöde östlich von Schmatzhausen. Diese frühmittelalterliche Verteidigungsanlage wird in dem Geheft "Wanderwege im Landkreis Landshut – Wandergebiet Landshut West" wie folgt beschrieben: "Um eine nahezu runde, leicht überwölbte Hügelkappe zieht sich ein Graben mit vorgelagertem Verteidigungswall. Der bodengleiche Zugang zum Nachbarhügel ist etwa 50 m[eter] breit."
Im selben Verzeichnis findet sich unter Nr. 10 in der ehemaligen Gemeinde Egg ein Turmhügel bei der Einöde Sachsenhausen, die südöstlich von Schmatzhausen gelegen ist. Der Hügel befindet sich am Rand eines kleinen Waldes, von einem kräftigen Baum gekrönt. Man weiß heute, dass die Turmhügel frühmittelalterliche Befestigungstürme, die meist aus Holz waren, trugen. Der Hügel wurde versehentlich angegraben, wobei Brandspuren sichtbar wurden.

### Ab dem Mittelalter

Ausschnitt einer Kupferstichkopie von Peter Weiner die die Landkarte von Philipp Apian (um 1560) zeigt

Im Mittelalter gehörte Schmatzhausen zu verschiedenen Grafschaften, unter anderem zu Roning-Rottenburg, Ebersberg-Sempt und Moosburg an der Isar. Es lag auf dem Gebiet der „Urpfarrei“ St. Peter in Münster. Im Jahr 1133 erfolgte die erste urkundliche Erwähnung: Die Gattin des Udalrichs von Wolfstein übereignete das Landgut Smuteshusa an das Stift St. Kastulus in Moosburg. Seit dem 12. Jahrhundert tauchen in den Urkunden dann Adelsgeschlechter auf, die sich nach dem Ort benannten: die Schmatzhauser und die Ziegelhauser.
Schmatzhausen wechselte zwischen den Adelsgeschlechtern und verschiedenen Klöstern mehrmals den Besitzer. Um 1350 gelangte Greimwold Ziegelhauser, ein Adeliger aus Schmatzhausen und Domherr in Regensburg, in den Besitz der noch jungen Pfarrei und der im 13. Jahrhundert erbauten Pfarrkirche. Die Kirche ist der heiligen Katharina geweiht, deren Attribut, ein gebrochenes Rad, im Ortswappen zu finden ist. Dort taucht zudem ein Flachrelief, das Wappen des Adelsgeschlechts der Ziegelhauser, und ein Winkelmaß als Zeichen des zweiten bedeutenden Adelsgeschlechts, der Schmatzhauser, auf. Ersteres Wappen ist noch heute auf der Grabplatte des Ulrich Zieglhauser, die vermutlich aus Egg nach Schmatzhausen gebracht wurde, an der Pfarrkirche zu finden. Das Patronatsrecht für die Kirche besaßen die adeligen Gründer. Als ihr Geschlecht mit Ulrich Zieglhauser im Jahr 1415 ausstarb, ging dieses Recht an die Landesherzöge von Niederbayern bzw. Bayern über. Die Regierung von Niederbayern besitzt noch heute ein (rein formales) Mitspracherecht bei der Besetzung der Pfarrstelle.

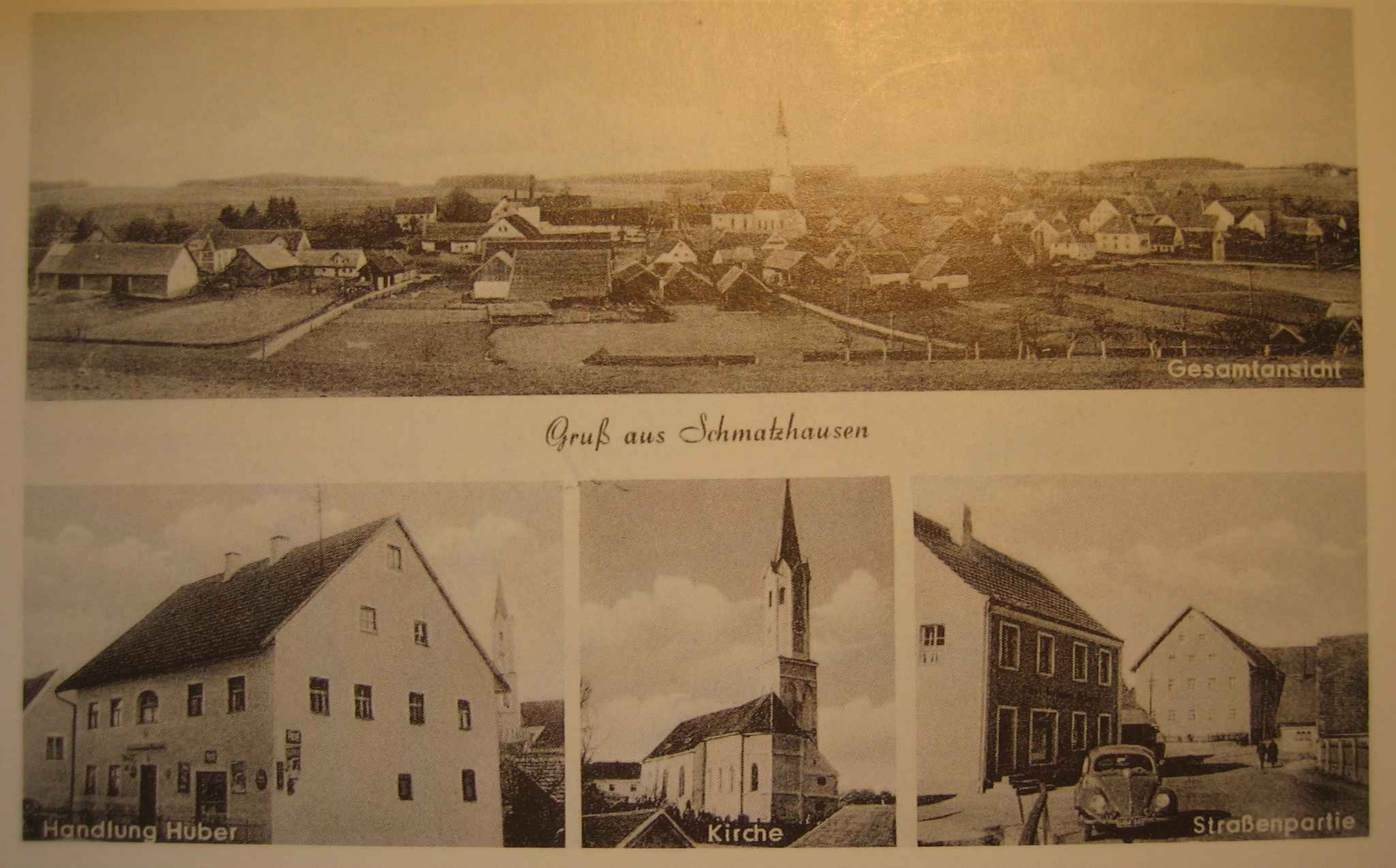
Historische Postkarte mit Ansichten von Schmatzhausen

Die Pfarrkirche wurde von den Schweden im Zuge des Dreißigjährigen Krieges niedergebrannt und wenige Jahre später wieder aufgebaut. 1720 bekam sie ihre heute vorhandene Innenausstattung im Barock- und Rokokostil. Später wurde die Kirche dann erweitert. Als 1965 der Holzboden der Kirche ersetzt und das Kirchengestühl erneuert wurde, kamen Skelettreste zum Vorschein.
1818 wurde die Gemeinde Schmatzhausen gegründet, die zum Gericht Rottenburg an der Laaber gehörte. Erster Bürgermeister war Simon Bökh aus Mießling. 1872 erbaute man das Schulhaus auf dem Kirchberg, das heute von den Vereinen genutzt wird. 1929 wurde der alte, hölzerne Pfarrhof durch ein neues Gebäude ersetzt.
Die Gemeinde wurde am 1. Mai 1978 im Zuge der Gebietsreform aufgelöst und kam zur Gemeinde Hohenthann.

## Sehenswürdigkeiten

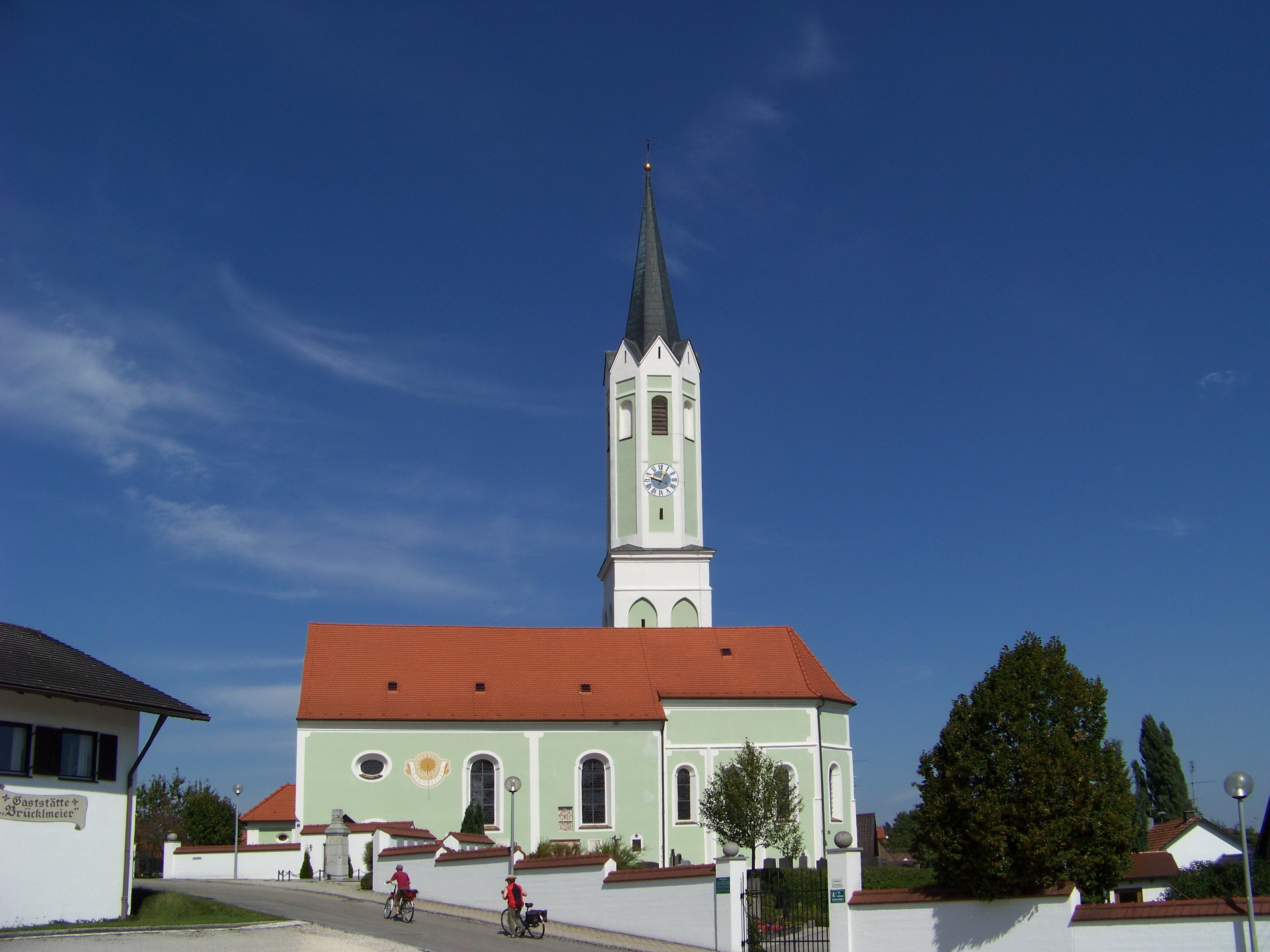
Die Pfarrkirche St. Katharina

- Die Pfarrkirche St. Katharina wurde nach der Zerstörung im Dreißigjährigen Krieg, also um 1650, im Barockstil unter Einbeziehung älterer Bauteile wiedererrichtet. Die Innenausstattung aus der Zeit von etwa 1720 bis 1775 ist im Barock- und Rokokostil gehalten.

## Vereine
Das dörfliche Zusammenleben in Schmatzhausen ist von 11 Vereinen und einigen Stammtischen geprägt.
| Verein                                           | Gründungsjahr |
| Freiwillige Feuerwehr Schmatzhausen – Egg        | 1873          |
| Bienenzuchtverein Schmatzhausen und Umgebung     | 1893          |
| Obst- und Gartenbauverein Schmatzhausen          | 1900          |
| Burschenverein "Heiterkeit" Schmatzhausen        | 1902          |
| Schützenverein "Laabertaler" Schmatzhausen       | 1907          |
| Krieger- und Soldatenkameradschaft Schmatzhausen | - -           |
| Spielvereinigung Schmatzhausen                   | 1932          |
| Steckerlverein Schmatzhausen                     | 1958/2021     |
| KLJB Schmatzhausen                               | 1964          |
| Kath. Frauenbund Schmatzhausen                   | 1985          |
| Motorsportclub Schmatzhausen                     | 1982          |

## Faschingshochzeit
In der Vergangenheit hat sich der Ort Schmatzhausen besonders durch seine weithin bekannte Faschingshochzeit hervorgetan. Dieses Faschingsspektakel, das in den Jahren 1939, 1957, 1962, 1987 und 2012 vom örtlichen Burschenverein veranstaltet wurde, lockte jeweils zahlreiche Gäste aus der näheren und weiteren Umgebung an. Die sich über mehrere Tage hinziehende, humorvolle Bauernhochzeit wird wie folgt in einer Festschrift des Burschenvereins beschrieben:
„Schon Wochen vor dem eigentlichen Termin war schon ein Hochzeitslader mit Ponywagerl oder stattlicher Kutsche unterwegs, um die gesamte Dorfbevölkerung zu mobilisieren und auf das kommende Ereignis hinzuweisen. Zwei sich im heiratsfähigen Alter befindenden junge Männer aus den Reihen des Burschenvereins treten stilecht als Braut und Bräutigam auf, stets begleitet von den beiden Brautvattern und der Kranzljungfrau. Sie durchleben im Schnelldurchlauf die Hochzeit, samt Schänke (Brautversprechen), Trauung und hitziger Scheidung, wo sich die Brautvattern gegenseitig die Schuld für das Scheitern der Ehe in die Schuhe schieben. Das würdige Zeremoniell gaben seit jeher die Bürger von Schmatzhausen, die in historischen Trachten und Gewändern gekleidet neben den Hauptakteuren mitwirken. Der eigentliche Höhepunkt einer jeden Faschingshochzeit war schon immer der traditionelle Umzug durchs Dorf, wo beispielsweise 1987 trotz strömenden Regens tausende Besucher die Straßen und Gassen von Schmatzhausen säumten um dieser einzigartigen Faschingsgaudi beizuwohnen. Eine stattliche Anzahl an Ochsen- und Pferdegespannen waren damals neben vielen Fußgruppen an diesem recht medienwirksamen Ereignis beteiligt. So gab es einen Kammerwagen mit Noderin [Näherin, die traditionell die Aussteuer für die Braut fertigte], Zigeunerwagen des Schützenvereins, Wagen vom Hochzeitslader, vom „Breit 4-er“[Brautführer] und noch zahlreich mehr für die aus nah und fern Angereisten zu sehen.“